# Dub u koupaliště (Klášterec nad Ohří)
Dub u koupaliště je památný strom dub letní (Quercus robur) v Klášterci nad Ohří v okrese Chomutov v Ústeckém kraji.
Solitérní strom roste u parkoviště při letním aquaparku v severní části města.
Koruna stromu nepříliš vysokého, ovšem mohutného stromu sahá do výšky 17 m, obvod kmene měří 497 cm (měření 2009). V roce 2009 bylo odhadováno stáří stromu na 250 let. Dub je chráněn od roku 1983 jako jako strom s významným vzrůstem.

## Stromy v okolí
- Duby ve Školní ulici
- Jírovec v Miřeticích
- Ježíšův dub